# PZL Bielsko SZD-43
Die PZL Bielsko SZD-43 Orion ist ein polnisches Hochleistungs-Segelflugzeug.

## Geschichte
Die SZD-43 wurde im Versuchsbetrieb für Segelflugzeuge (Szybowcowy Zakład Doświadczalny, SZD) in Bielsko für die Segelflug-Weltmeisterschaften von 1972 in Vršac, Jugoslawien entworfen. Die Projektierungsarbeiten begannen im Dezember 1970 unter der Leitung von Jan Knapik und Tadeusz Labuci und wurden nach nur drei Monaten abgeschlossen. Die anschließende Bauphase umfasste acht Monate.
Die Konstruktion wurde in Gemischtbauweise ausgeführt. Der vordere Rumpf besteht aus Holz, der hintere Teil aus einer Metallröhre. Die Oberfläche wurde mit einer Glasepoxydschicht überzogen. Bei den mit automatischen Luftbremsen versehenen Tragflächen orientierte man sich an der Cobra und das Höhen- und Seitenleitwerk wurde vom Jantar übernommen, der sich etwa zeitgleich in der Parallelentwicklung befand. Das Hauptrad wurde brems- und einziehbar und die Cockpithaube einteilig gestaltet.
Am 30. Dezember 1971 führte der Testpilot Adam Zientek den Erstflug durch, anschließend wurden einige Veränderungen am Muster durchgeführt. Die Testreihen konnten rechtzeitig beendet werden und die polnische Nationalmannschaft nahm mit den zwei einzigen gebauten Orions (SP-2634 und SP-2635) an der Weltmeisterschaft teil. Die Flugzeuge sorgten dort für einiges Aufsehen, da der Bau der Öffentlichkeit nicht bekanntgegeben worden war. Der polnische Segelflieger Jan Wróblewski konnte mit der Orion schließlich die Weltmeisterschaft für sich entscheiden. Die SZD-43 mit dem Kennzeichen SP-2635 ist heute im Luftfahrtmuseum in Krakau zu besichtigen.

## Technische Daten
| Kenngröße              | Daten                                             |
| ---------------------- | ------------------------------------------------- |
| Besatzung              | 1                                                 |
| Spannweite             | 15,00 m                                           |
| Länge                  | 7,31 m                                            |
| Höhe                   | 1,36 m                                            |
| Flügelfläche           | 11,60 m²                                          |
| Flügelstreckung        | 19,4                                              |
| Profil                 | FX 61-168 / FX 60-1261                            |
| Beste Gleitzahl        | 39 bei 106 km/h                                   |
| Geringstes Sinken      | 0,62 bei 80 km/h                                  |
| Leermasse              | maximal 273,00 kg                                 |
| Nutzlast               | maximal 169,00 kg                                 |
| Startmasse             | maximal 442,00 kg                                 |
| Flächenbelastung       | 38,1 kg/m²                                        |
| Lastvielfaches         | +5,5/−3,0                                         |
| Höchstgeschwindigkeit  | 250 km/h (zulässig) 150 km/h (im Flugzeugschlepp) |
| Mindestgeschwindigkeit | 69 km/h                                           |